# Дус-Холь (озеро, Тандинский кожуун)
Дус-Холь (Сватиково) (с тув.: солёное озеро) — озеро на 45 км южнее города Кызыл, в Тандинском кожууне республики Тыва в 3-х км западнее озера Хадын, и в 3,5 км восточнее озера Как-Холь, и к северу от озера Чагытай.

## Общие сведения
Озеро расположено на юге Тувинской котловины в бессточной впадине, на борту которой выходят песчано-глинистые породы юры. Впадина окружена холмистой безлесой равниной. Абсолютная отметка 707 м. Берега относительно пологие, местами песчаные и лишены древесной растительности. Заболоченность небольшая. Форма озера овальная: длина 1,4 км, ширина — 0,3—0,5 км, площадь 0,55 км². На южном и восточном берегах озера располагаются два источника с солёной водой, являющихся главными восполнителями озёрной рапы.

## Туризм

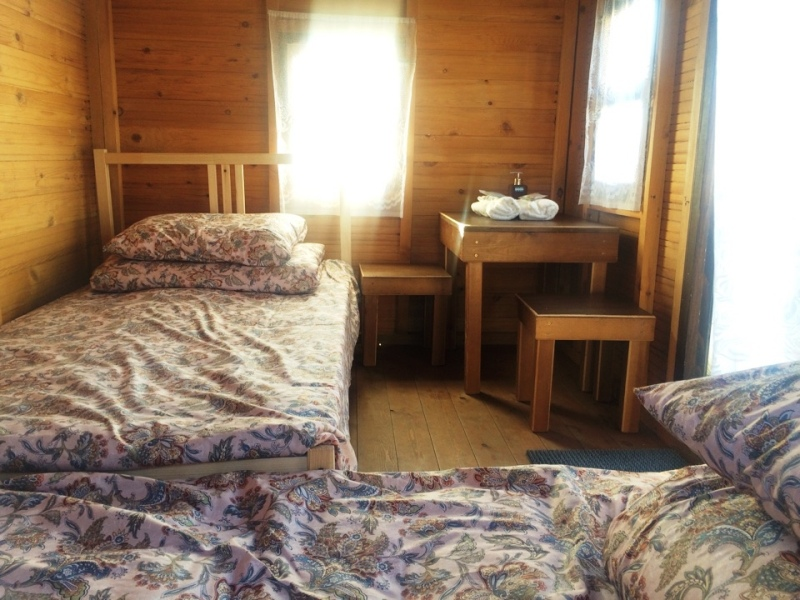
Приятные условия проживания

Озеро пользуется большой популярностью у жителей восточной части республики. В летние месяцы на него съезжается много людей, вплоть до 1000—1500 человек. По своим характеристикам озеро не уступает знаменитым крымским курортам Саки и Чокрак.
Около озера расположено несколько санаториев.

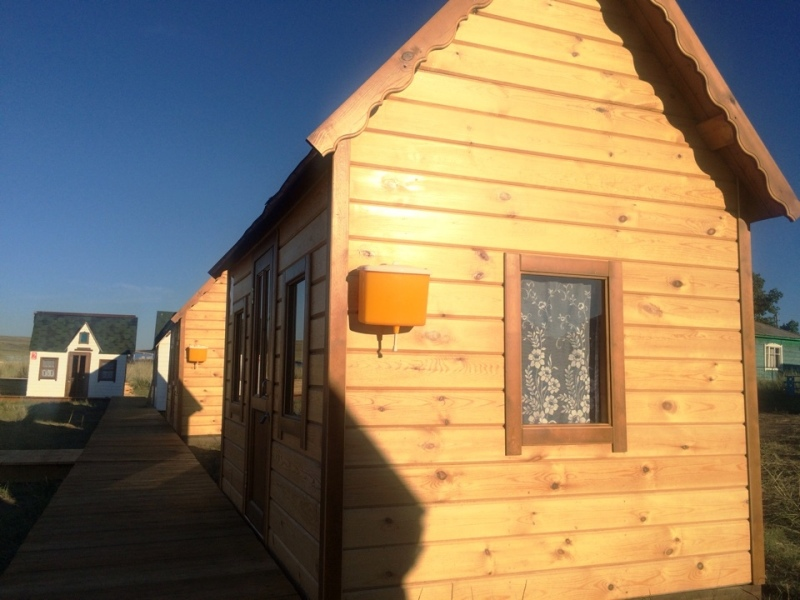
Уютные домики на берегу озера Дус-Холь

Кемпинг — база «Центр Азии» расположена на самом берегу озера, напротив пансионатов. На охраняемой территории находятся восемь комфортабельных двухместных домиков, кафе-юрта, детская площадка, беседки для отдыха, пляжная зона с шезлонгами, душ, туалет, зона для приготовления пищи, стоянка для автотранспорта. На территории кемпинг-базы предоставляют дополнительные услуги для отдыхающих. Целебная вода озера по свойствам сопоставима с Мертвым морем.

## Бальнеологические и курортные характеристики
Состав рапы хлоридный магниево-натриевый с высоким содержанием брома (pH 7,9). Минерализация колеблется от 100 г/л у берега, до 280 у дна. Из микрокомпонентов отмечаются калий, бор, литий, цезий, йод и фтор. Местами на дне осаждается соль (мирабилит, тенардит и галит).
С глубиной также возрастает температура рапы (гелиотермия). Оно обязано концентрации тепла в более плотных слоях. Гелиотермия имеет место также на озёрах Как-Холь и Хадын, однако на Сватиково проявляется наиболее интенсивно: от 23 °C у берега до 41 °C в придонном слое.
Грязевые отложения развиты в основном в центре и у юго-восточного берега. Грязь имеет тёмно-серый цвет, пластична, местами сильно засорена песком. Запах сероводорода слабый. Мощность от 0,1 м у берега до 0,6 м в центральной части.